# Hôtel de La Battut
L'hôtel de La Battut est un monument situé dans la ville du Puy-en-Velay dans le département de la Haute-Loire.
L'hôtel en totalité, y compris ses décors intérieurs (ferronnerie d'escalier, boiseries, gypseries, cheminées, trumeaux peints, papiers peints des salons), la chapelle, les chambres, la salle à manger, les jardins, la cour et le mur de clôture avec son portail sont inscrits au titre des monuments historiques par arrêté du 5 décembre 2001.